# Piotrowice

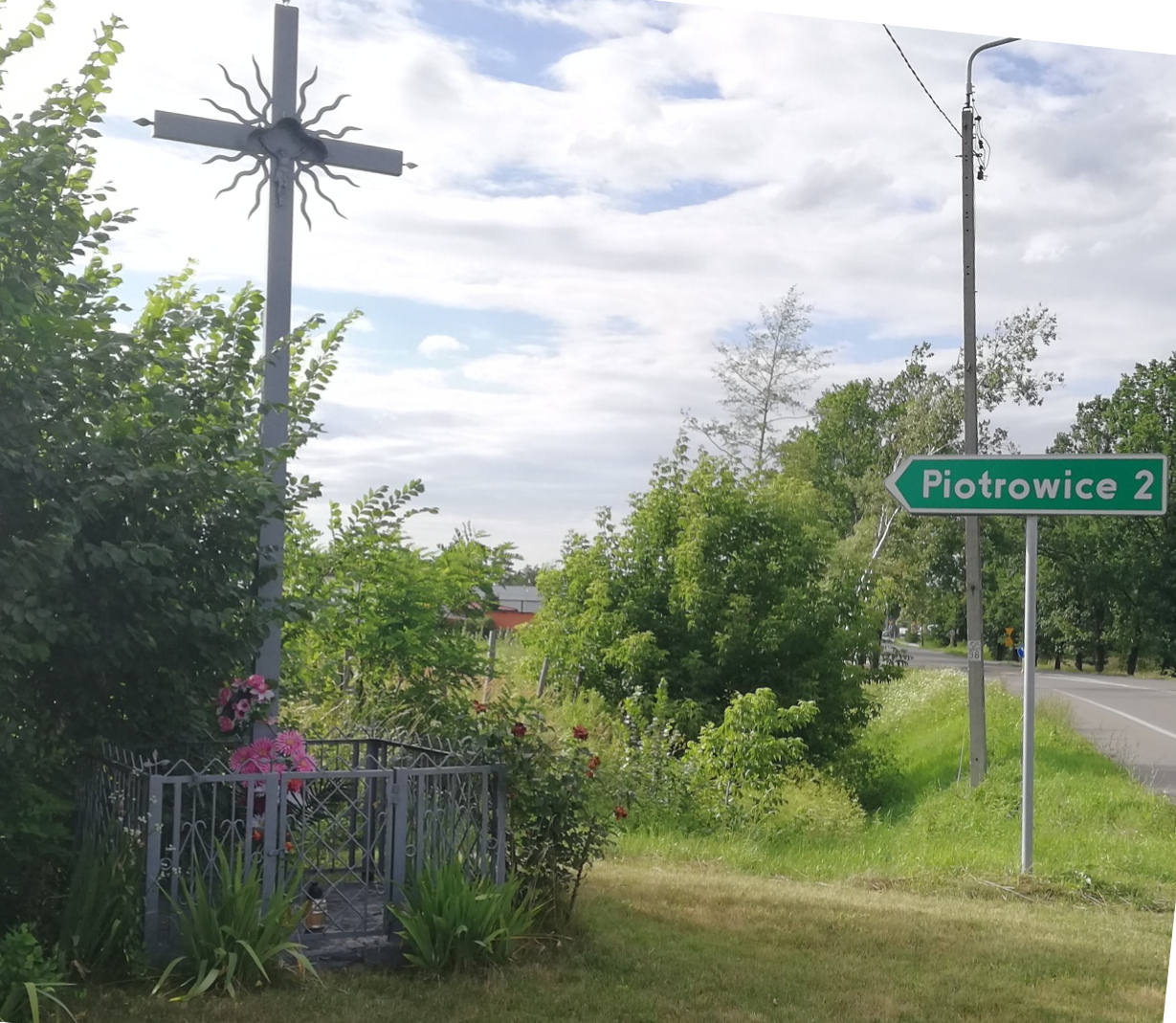
Piotrowice

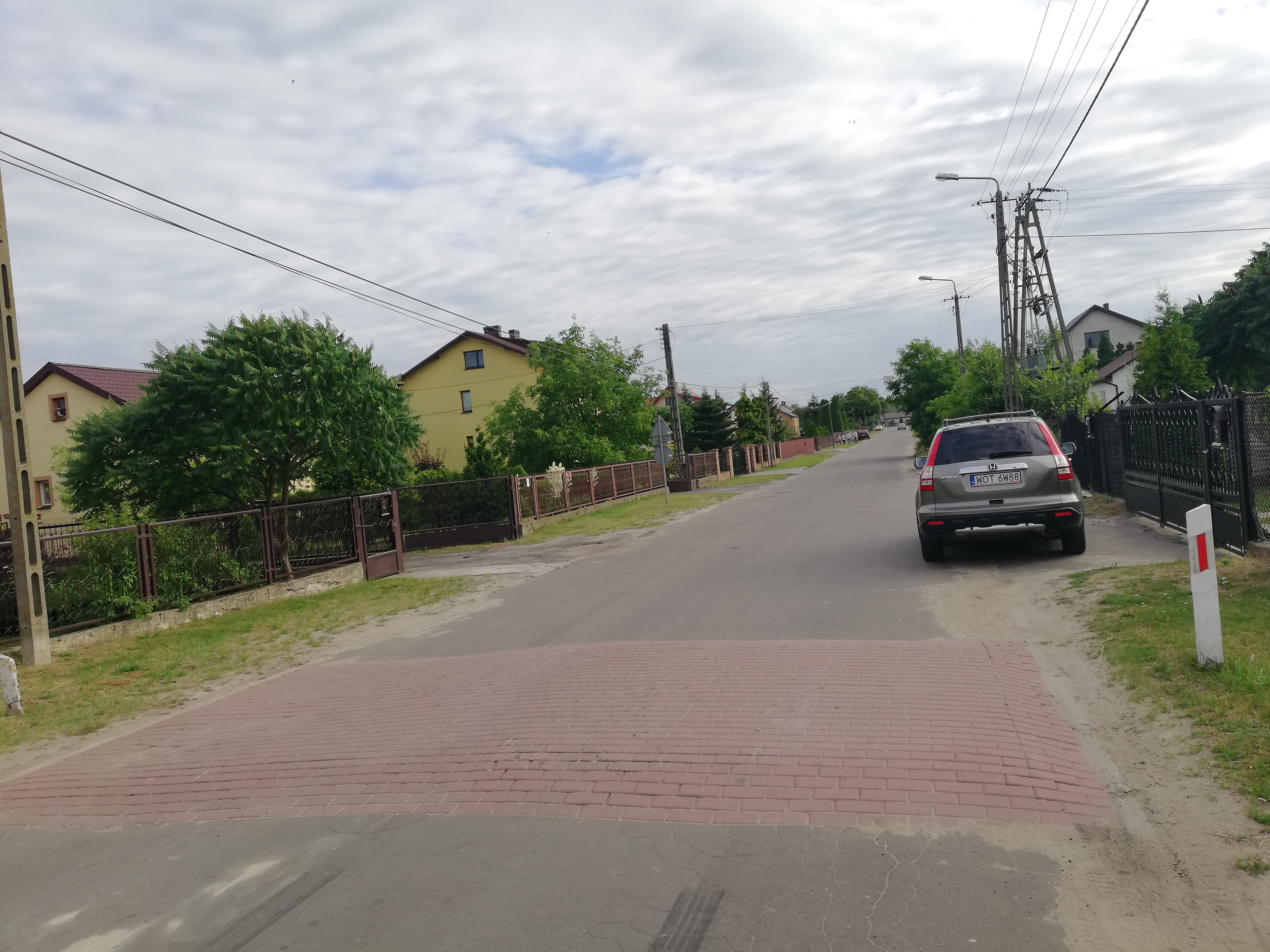
Piotrowice by

Piotrowice är en by i Masovien i centrala Polen, belägen 32 km om Warszawa. Dziecinów har cirka 353 invånare (2013).